# Begonia parvifolia
Espèce
Begonia parvifolia est une espèce de plantes de la famille des Begoniaceae. Ce bégonia est originaire du Brésil. L'espèce fait partie de la section Pritzelia.
Elle a été décrite en 1827 par Heinrich Wilhelm Schott (1794-1865). L'épithète spécifique parvifolia signifie « à petites feuilles ».

## Répartition géographique
Cette espèce est originaire du pays suivant : Brésil.